# Беленко, Василий Данилович
Василий Данилович Беленко (1907—1958) — сержант Рабоче-крестьянской Красной Армии, участник Великой Отечественной войны, Герой Советского Союза (1944).

## Биография
Родился в 1907 году в селе Покатиловка (ныне — Саркандский район, Жетысуская область, Казахстан) в крестьянской семье.
После окончания начальной школы работал в колхозе.
В 1941 году был призван на службу в Рабоче-крестьянскую Красную Армию. С декабря 1941 года — на фронтах Великой Отечественной войны. К сентябрю 1943 года младший сержант Василий Беленко был заместителем командира пулемётного отделения 272-го гвардейского стрелкового полка 92-й гвардейской стрелковой дивизии 37-й армии Степного фронта. Отличился во время битвы за Днепр.
30 сентября 1943 года в составе отделения переправился на рыбачьей лодке через реку в районе села Дериевка Онуфриевского района Кировоградской области. В ходе высадки отбил контратаку немецких подразделений пулемётным огнём. 4 октября 1943 года в ходе штурма высоты в районе того же села уничтожил две пулемётные точки, которые мешали продвижению его роты. 17 октября во время боя за расширение плацдарма ворвался в траншею противника, где при помощи гранат уничтожил много вражеских солдат и офицеров, а также захватил пулемёт.
Указом Президиума Верховного Совета СССР «О присвоении звания Героя Советского Союза офицерскому, сержантскому и рядовому составу Красной Армии» от 22 февраля 1944 года за «образцовое выполнение боевых заданий командования при форсировании реки Днепр, развитие боевых успехов на правом берегу реки и проявленные при этом отвагу и геройство» был удостоен высокого звания Героя Советского Союза с вручением ордена Ленина и медали «Золотая Звезда».
В 1945 году в звании сержанта был демобилизован. Проживал и работал в родном селе.
Умер 18 апреля 1958 года.
Был также награждён рядом медалей. В его честь названа улица в селе Покатиловка.